# Manuel Armoa
Manuel Armoa Morel (1 de dezembro de 2002) é um jogador de voleibol argentino que atua na posição de ponteiro.

## Carreira

### Clube
Armoa estreou no time profissional do UPCN Vóley Club em 2018. Com o clube da cidade de San Juan, conquistou no ano seguinte o título da Copa Argentina ao vencer a equipe do Gigantes del Sur por 3 sets a 0, além do vice-campeonato do Campeonato Sul-Americano de Clubes após ser superado pelo Sada Cruzeiro.
Na temporada 2020–21 levantou mais uma taça da Copa Argentina e conquistou o inédito título do Campeonato Argentino sobre o Ciudad Vóley. Na edição de 2021–22 conquistou o bicampeonato, sendo eleito o melhor jogador do torneio e maior pontuador da competição com 759 pontos marcados.
Em 2022 o ponteiro conquistou o inédito título da Supercopa Argentina, anotando 23 pontos na partida final contra o Ciudad Vóley.
Após atuar por cinco temporadas no voleibol argentino, Armoa assinou contrato de dois anos com o Indykpol AZS Olsztyn para atuar no voleibol polonês.

### Seleção
Pelas categorias de base, Armoa conquistou o vice-campeonato do Campeonato Sul-Americano Sub-19 de 2018. Na mesma categoria, pelo Campeonato Mundial de 2019, foi medalhista de bronze ao vencer a seleção do Egito pela disputa do terceiro lugar.
Em 2021, apesar de ter sido superado pela seleção polonesa na disputa do terceiro lugar no Campeonato Mundial Sub-21, Armoa foi premiado como um dos melhores ponteiros do torneio.
Fez sua estreia na seleção adulta argentina em 2022, pela Liga das Nações, em partida contra a seleção polonesa.

## Vida pessoal
Armoa vem de uma família praticante do esporte, pois sua avó, tia e tio jogavam voleibol profissionalmente. Seu pai biológico também foi um jogador de voleibol cubano, e sua mãe, Carla Morel, que se casou com Fabián Armoa (pai adotivo) em 2008, foi jogadora durante os anos 1960.

## Títulos
UPCN Vóley Club
- Campeonato Argentino: 2020–21, 2021–22
- Copa Argentina: 2019, 2020
- Supercopa Argentina: 2022

## Clubes
| Anos      | Clube                |
| --------- | -------------------- |
| 2018–2023 | UPCN Vóley Club      |
| 2023–     | Indykpol AZS Olsztyn |

## Prêmios individuais
- 2021: Campeonato Mundial Sub-21 – Melhor ponteiro
- 2022: Campeonato Argentino – MVP e melhor ponteiro